# Protoclorofillide reduttasi
La protoclorofillide ossidoreduttasi è un enzima appartenente alla classe delle ossidoreduttasi, che catalizza la seguente reazione:
protoclorofillide + NADPH + H+ ⇄ clorofillide a + NADP+
L'enzima catalizza una trans-riduzione del D-anello della protoclorofillide (il prodotto ha configurazione (7S,8S)), ed esiste in due versioni filogeneticamente indipendenti: una versione dipende dalla presenza di luce (LPOR, Light-dependent Protochlorophyllidae OxidoReductase), e una indipendente dalla presenza di luce (DPOR, Dark operative Protochlorophyllidae OxidoReductase). Tutte le angiosperme (e alcune gimnosperme) posseggono la forma LPOR. Gimnosperme e batteri posseggono più comunemente la forma DPOR. 